# Hungry Spider
「Hungry Spider」（ハングリー・スパイダー）は、槇原敬之の楽曲である。1999年6月2日にSME Recordsより22枚目のシングルとして発売された。表題曲は日本テレビ系ドラマ『ラビリンス』主題歌として使用された。
シングルは、オリコン週間シングルランキングで最高位5位を獲得した。

## 歌詞・リリース
「Hungry Spider」は、男女の恋愛模様を蜘蛛の巣にかかる蝶に喩えた楽曲となっている。楽曲は、日本テレビ系ドラマ『ラビリンス』主題歌として使用された。なお、シングルの3曲目にはセイン・カミュによる訳詞が付けられた「Hungry Spider -English Version-」が収録された。
シングルは、前作『STRIPE!』から約半年ぶりのリリースとなった。初回盤には絵本を模した歌詞カードが封入されていて、挿絵は榊原直樹（株式会社ファンタジスタ）が手がけた。シングル発売後の同年8月26日に覚醒剤取締法違反で槇原が逮捕されたことにより、CDが市場から回収された（後に販売が再開されている）。

## 収録曲
| 全作曲・編曲: 槇原敬之。 |                                     |                                       |            |      |
| #                        | タイトル                            | 作詞                                  | 作曲・編曲 | 時間 |
| 1.                       | 「Hungry Spider」                   | 槇原敬之                              | 槇原敬之   | 4:41 |
| 2.                       | 「この傘をたためば」                | 槇原敬之                              | 槇原敬之   | 6:28 |
| 3.                       | 「Hungry Spider (English Version)」 | - 槇原敬之 - セイン・カミュ（英訳詞） | 槇原敬之   | 4:42 |
| 4.                       | 「Hungry Spider (Backing Track)」   |                                       | 槇原敬之   | 4:40 |
| 合計時間:                | 合計時間:                           | 合計時間:                             | 20:31      |      |